# Sinorice Moss

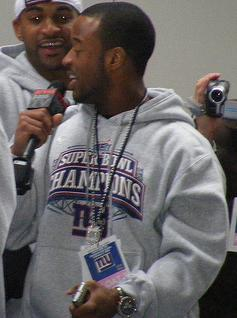
Imagem do jogadir de futebol americano estadunidense Sinorice Moss.

Sinorice Moss é um jogador profissional de futebol americano estadunidense que foi campeão da temporada de 2007 da National Football League jogando pelo New York Giants.